# Rudolf Dydi
Rudolf Dydi (* 24. Juli 1979 in Ilava, ČSSR) ist ein ehemaliger slowakischer Boxer.

## Erfolge
Rudolf Dydi wurde mehrfacher Meister der Slowakei und war fünfmaliger Gewinner des internationalen Grand Prix von Ústí nad Labem. Er gewann jeweils eine Bronzemedaille im Halbfliegengewicht bei den Junioren-Europameisterschaften 1997 in England, den Weltmeisterschaften 1997 in Ungarn und den Europameisterschaften 2002 in Russland, sowie Bronze im Fliegengewicht bei den EU-Meisterschaften 2004 in Spanien und Bronze im Bantamgewicht bei den EU-Meisterschaften 2007 in Irland. 
Gegner seiner Laufbahn waren unter anderem Roel Velasco, Sergei Kasakow, Jérôme Thomas, Detelin Dalakliew, Vittorio Parrinello, Ceyhun Abiyev, Pál Lakatos, Andrzej Rżany, Brian Viloria, Violito Payla, Marian Velicu, Gary Russell junior, Veaceslav Gojan, Zhou Shiming und Miklós Varga.